# Naxos (Stadt)
Die Stadt Naxos (griechisch Νάξος (f. sg.)), wie oft in Griechenland als Hauptort der Insel auch Chora (Χώρα) genannt, auf der griechischen Insel Naxos ist Verwaltungssitz der Gemeinde Naxos und Kleine Kykladen. Zusammen mit dem Kloster Chrysostomos (Μονή Χρυσοστόμου) und dem Ort Angidia bildet sie den Stadtbezirk Naxos (Δημοτική Κοινότητα Νάξου Dimotikí Kinótita Náxou) im Gemeindebezirk Naxos.
Die frühesten Siedlungsspuren im Stadtgebiet reichen zurück bis in die Bronzezeit. Sie liegen teils im Stadtviertel Grotta nördlich des Stadtzentrums sowie dem angrenzenden Meeresgebiet unterhalb des Wasserspiegels. Der Fundplatz ist mit namensgebend für die Grotta-Pelos-Kultur.

## Lage
Der Stadtbezirk Naxos erstreckt sich etwa 6 km entlang der Nordwestküste und reicht im Norden und Süden etwa 1,5 km und in der Mitte bis fast 4,5 km ins Hinterland. Im Osten angrenzende Ortsgemeinschaften sind von Norden nach Süden Galini, Melanes, Galanado und Glinado sowie Agios Arsenios im Süden.

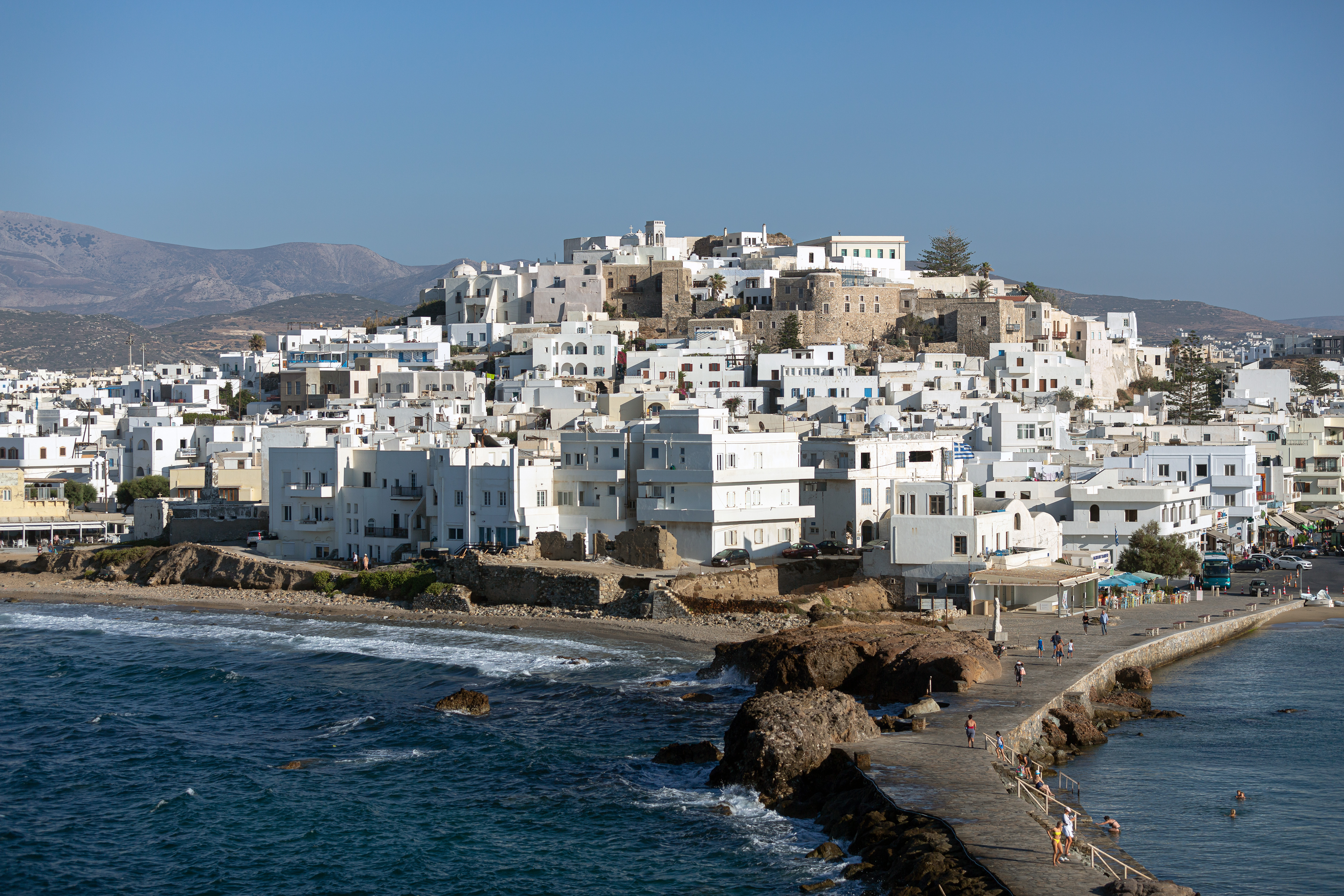
Naxos Chora mit dem mittelalterlichen Kastro
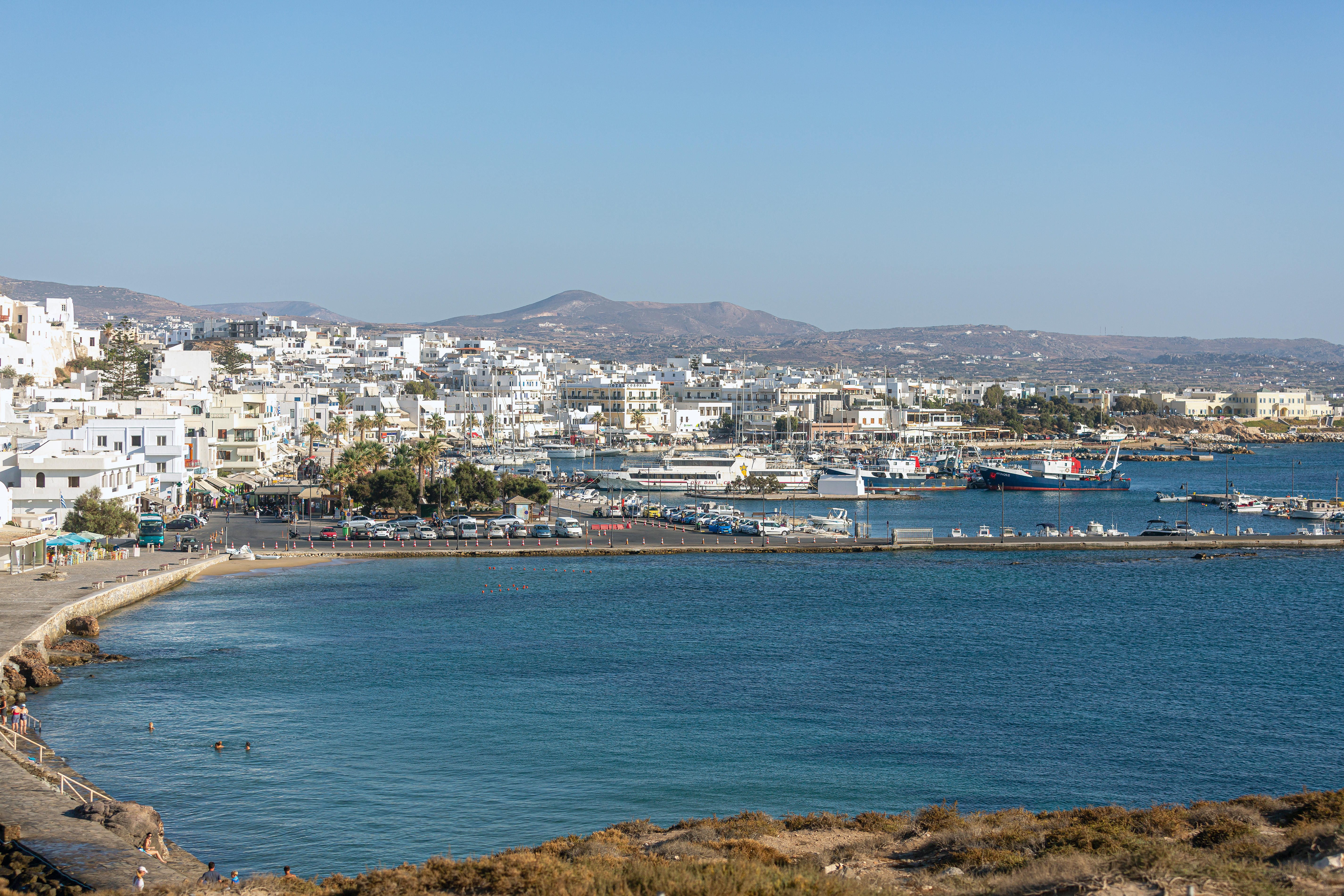
Hafen von Naxos
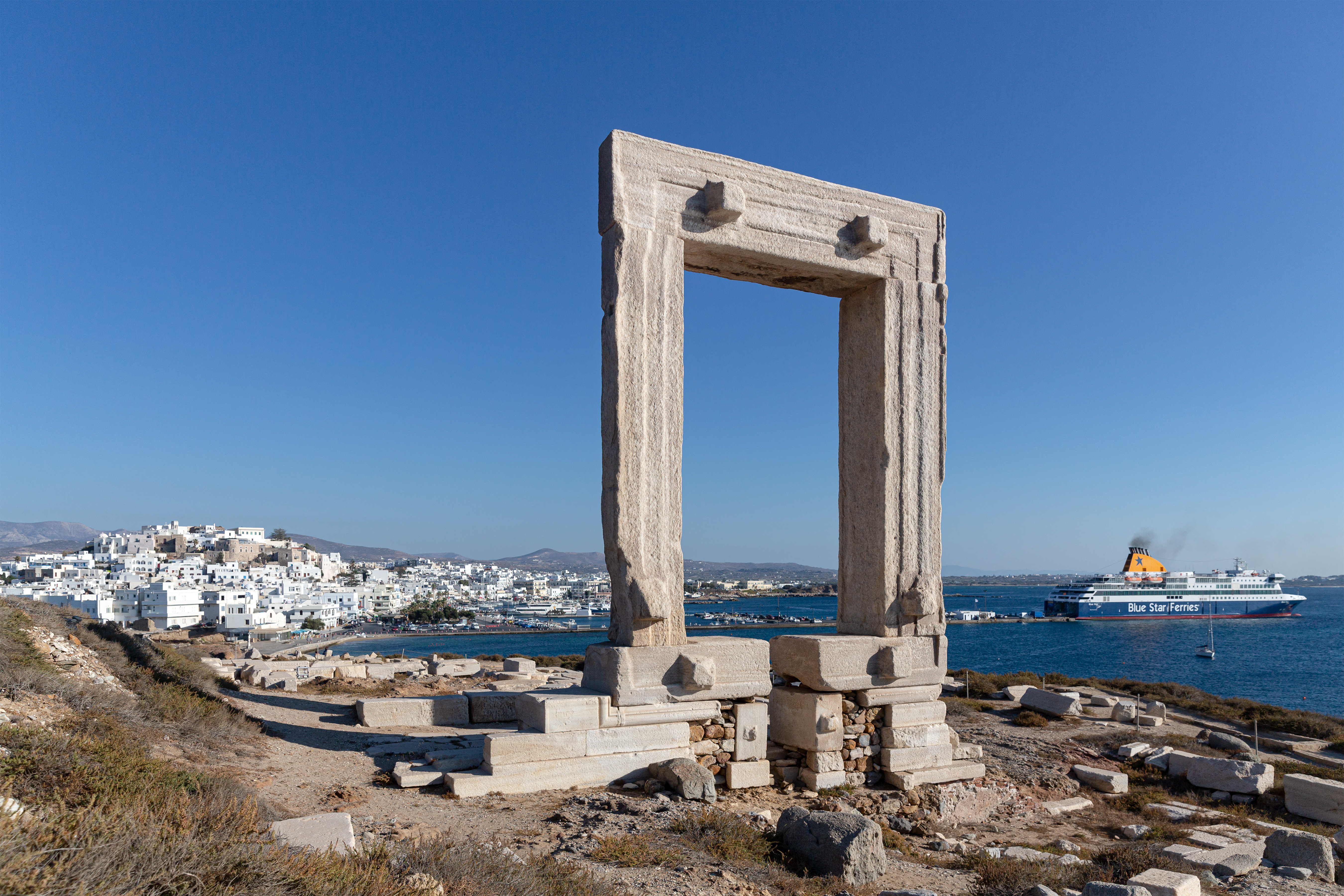
Die antike Portara auf der, der Stadt und dem Hafen vorgelagerten Halbinsel Palátia
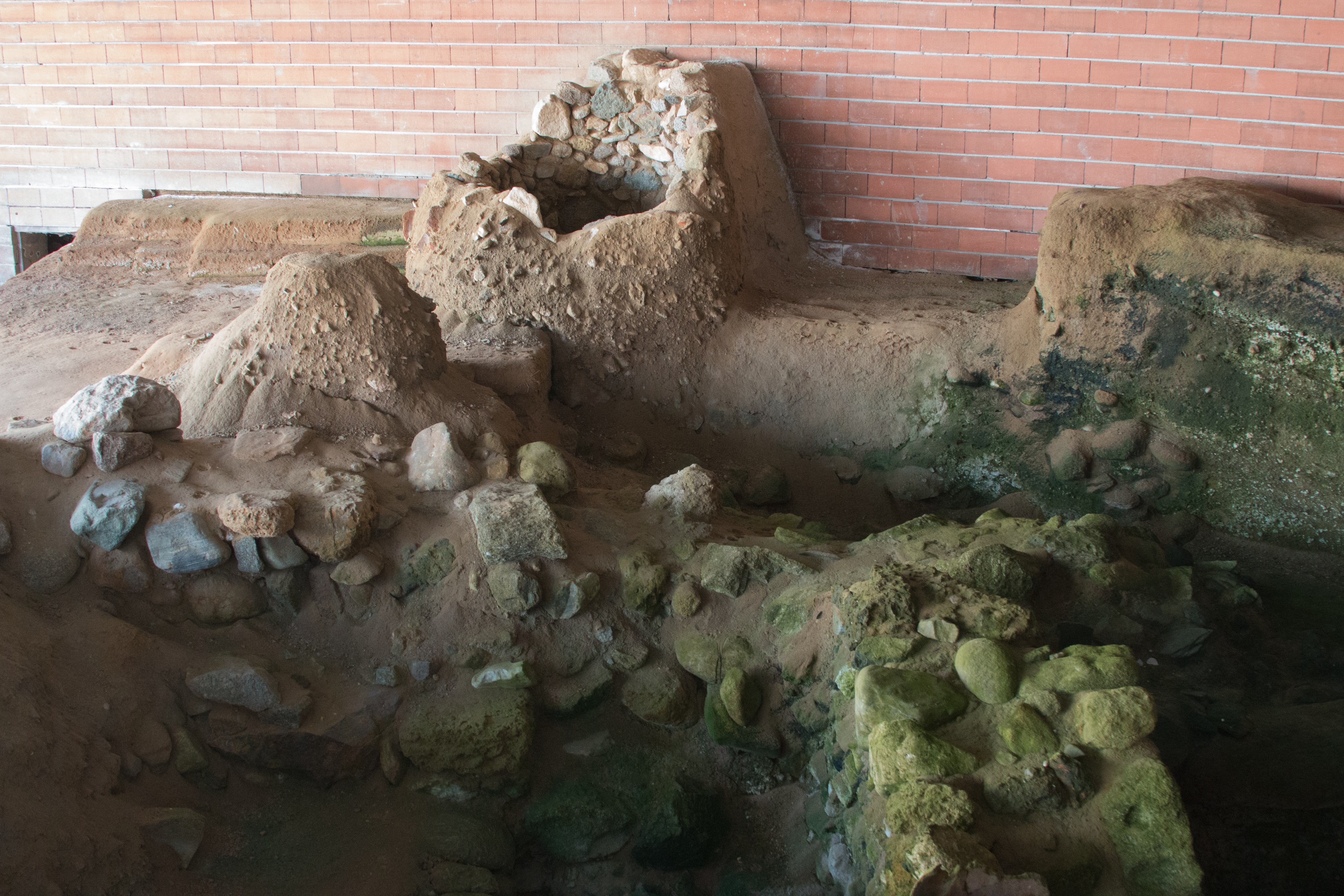
Archäologisches Museum Grotta

## Persönlichkeiten
- Iakovos Kambanellis (1921–2011), Dramatiker, Drehbuchautor, Dichter und Schriftsteller